# Fast bowling
Le fast bowling est, avec le spin bowling, l'une des deux grandes familles de techniques de lancers au cricket. Les lanceurs qui pratiquent le fast bowling sont les fast bowlers ou pace bowlers. La principale caractéristique de leurs lancers est la vitesse élevée qu'ils donnent à la balle.

## Rôle
Le fast bowler essaye de tromper le batteur principalement grâce à la vitesse qu'il impulse à la balle. Il est généralement utilisé par son capitaine lorsque la balle est neuve. Certains fast bowlers donnent de l'effet à la balle pour qu'elle tourne alors qu'elle est en l'air : on parle de swing bowling. D'autres font en sorte que la balle change de direction en rebondissant sur sa couture : cette technique est le seam bowling.

## Lancers

Types des lancers en fonction de leur longueur.

Le bouncer est un lancer dans lequel la balle rebondit relativement près du lanceur, et qui a ainsi le temps de monter au niveau de la poitrine ou de la tête du batteur adverse. À l'inverse, le yorker rebondit près des pieds du batteur qui fait face au lancer.

## Grands noms
L'Australien Glenn McGrath est le fast bowler ayant le plus de wickets à son actif en Test cricket. Le pakistanais Wasim Akram détient le record similaire en One-day International. Si aucun fast bowler ne fait partie des cinq joueurs du XXe siècle désignés par Wisden, l'australien Dennis Lillee, le néo-zélandais Richard Hadlee et le pakistanais Imran Khan figurent parmi les dix joueurs les mieux classés lors du vote organisé par l'almanack.
L'International Cricket Council dispose d'un système de notation des lanceurs dans les deux formes de cricket internationales les plus anciennes, le Test cricket et le One-day International. Les joueurs sont notés en fonction de leurs performances du moment, et un classement des meilleurs notes de tous les temps est disponible. En Test cricket, les Anglais Sydney Barnes et George Lohmann sont les mieux classés, tandis que le barbadien Joel Garner est en tête en One-day International,.